# Challenger 2
Az FV 4034 Challenger 2 jelenleg a brit és ománi hadseregben alkalmazott harckocsi, amely 1998 óta áll hadrendben.

## A fejlesztés története, hadrendbe állítás
A Challenger 2 harckocsit a Vickers Defense Systems (amely ma már a BAE Systems Land and Armaments részeként működik) fejlesztette ki, az előd, a Challenger 1 jelentős átdolgozásával. A Challenger 2 építésekor csupán az előd törzsét vették át változtatások nélkül, minden más rendszerében különböznek (az alkatrészeknek csupán 5%-a kompatibilis). 1988-ban (miután bemutatták a terveket) a védelmi minisztériumtól megbízást kapott a vállalat egy működőképes példány legyártására.
1991-ben a brit védelmi minisztérium 520 millió font értékű pályázatot hirdetett 127 db harckocsi és 13 db gyakorló jármű beszerzésére. A pályázaton a Challenger 2 mellett az M1A2 Abrams, valamint a Leopard 2 is indult, ám végül a brit konstrukció győzött. 1994-ben 800 millió font értékben további 259 darab harckocsit és 9 darab gyakorló járművet rendeltek, melyeket 1998-ban állítottak szolgálatba, ezzel leváltva a Challenger 1 típusú harckocsikat.
A briteken kívül eddig csupán az ománi hadsereg rendszeresítette a típust, két lépcsőben: 1993-ban 18, 1997-ben pedig további 20 darabot vásároltak.
A Challenger 2 gyártása 1993-tól egészen 2002-ig folyt két fő telepen.

## Fegyverzet

### Harckocsiágyú
A Challenger 2 fő fegyverzetét egy L30A1 típusú, 120 mm-es harckocsiágyú alkotja, ezeket 2027-ig leváltják a Rheinmetall L55-ös lövegére, melyet különleges salakhegesztéses eljárással készített, csiszolt acélból készítettek (ezenkívül ellátták hővédő köpennyel is). A torony 9 másodperc alatt képes 360 fokban megfordulni.
A löveg vezérlését a BAE által kifejlesztett elektronikus lövegirányító és stabilizáló rendszere biztosítja.
A harckocsi összesen 50 darabot képes szállítani az igény szerint űrméret alatti páncéltörő lövedékből vagy szegényített urán lövedékekből.

### Másodlagos fegyverzet
A harckocsi másodlagos fegyverzetét egy, a löveggel párhuzamosított, L94A1 EX-34 típusú, 7,62 mm-es géppuska és egy L37A2 7,62 mm-es légvédelmi géppuska alkotja, amelyet a toronyra szereltek.

## Védelem
A Challenger 2 a világ jelenlegi egyik leghatékonyabb páncélzatával, a Chobham típusúval van felszerelve, amellyel a tornyot és a törzset védik. Ezenkívül szükség esetén felszerelhető reaktív páncélzat is. A nukleáris, kémiai és biológiai támadások elleni védelmi rendszert a toronyban helyezték el.
A harckocsi védelmét szolgálja még a torony mindkét oldalán elhelyezett, összesen 16 db L8 típusú füstgránát kilövő is (a füstképzés másik módja a  gázolaj kipufogócsőbe fecskendezése).

## Tájékozódás
A Challenger 2 fel van szerelve Harctéri Információs Rendszerrel (Platform Battlefield Information System Application – PBISA), amely egy navigációs rendszerből, valamint egy parancsnoki és egy vezetői kijelző panelből áll.
A parancsnoki állás Sagem VS 580-10 típusú szenzorokkal van felszerelve. A szerkezet dőlésszöge +35 és -35 fok között állítható. Ezenkívül a parancsnoki állásba beépítettek még 8 periszkópot is, ezzel biztosítva a 360 fokos látószöget.
A harckocsit felszerelték éjjeli és hőképes képalkotó rendszerrel is, a szenzorok által küldött képet pedig a tüzér és a parancsnok kijelzőjén lehet megjeleníteni.

## Mozgékonyság
A Challenger 2 mozgékonyságát egy Perkins CV-12 típusú dízelmotor biztosítja, amely 890 KW (1200 LE) teljesítmény leadására képes. A harckocsi műúton 59 km/h, terepen pedig 40 km/h sebességre képes. Maximális hatótávolsága 450 km.

## Harci alkalmazása
A Challenger 2-t a békefenntartó missziókon kívül bevetették a 2003-as Irak elleni invázióban is, ahol a britek 120 darab harckocsit vetettek be. Harci alkalmazás során eddig két Challenger 2 megrongálódott, egy pedig megsemmisült:
- 2003. március 25-én, Bászrában baráti tűz (egy másik Challenger 2) eredményeként megsemmisült egy Challenger 2 harckocsi, s a személyzet két tagja életét vesztette (idáig az egyetlen vesztesége a típusnak).
- 2006 augusztusában egy RPG-29-es páncéltörő rakéta eltalálta egy Challenger 2 elülső páncélzatának alsó részét, amely ettől súlyosan megrongálódott.
- 2007. április 6-án egy pokolgép robbant fel egy Challenger 2-es mellett (a robbanásban a harckocsi vezetője elveszítette egyik lábát).
- 2023 szeptember 04-én az ukrán fegyveres erők kötelékében lévő harckocsit az orosz erők egy Kornet páncéltörő rendszerrel kilőttek Robitonyo környékén. A jármű belseje teljesen kiégett, a személyzet nem tudott kimenekülni. Ez az első igazolt vesztesége a típusnak a 30 éves szolgálat alatt, amelyet ellenséges haderő megsemmisített.

## Típusváltozatok
- Challenger 2: alapváltozat.
- Challenger 2E: exportváltozat, amelyet módosított tűzvezető-rendszerrel látták el, valamint mind a parancsnoki, mind a tüzéri állást nappali hőképalkotó egységgel szerelték fel. Kisebb, ugyanakkor erősebb motort építettek a harckocsiba, így több üzemanyagot szállíthat és a hatótávolsága is 550 km-re nőtt.
- CRARRV: a Challenger 2 törzsére épülő, páncélozott harctéri mentő változat, melynek feladata a sérült harckocsik elszállítása. Mérete és teljesítménye megegyezik az alap-típuséval, fegyverzet helyett azonban főcsörlővel (52 tonna teherbírás), továbbá egy kisebb csörlővel és egy 6500 kg teherbírású daruval látták el.
- Titan: a Challenger 2 futóművére épített hídépítő egység.
- Trojan: a Challenger 2 alvázára épített műszaki jármű, melyet többek között markoló kanállal és buldózer-lapáttal is felszereltek.

## Alkalmazók
- Egyesült Királyság: 386 darab
- Omán: 38 darab
- Ukrajna: 14 darab